# Bajo Sexto

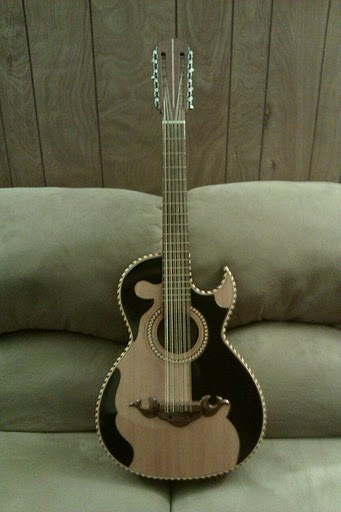
Bajo Sexto

Bajo Sexto ist eine mexikanische zwölfsaitige Bassgitarre, die vor allem in der mexikanischen Folklore und in der Tex-Mex-Musik eingesetzt wird. 
Das Bajo Sexto ist wie eine Gitarre gebaut. Die Stimmung in Quarten liegt aber etwa eine Oktave tiefer: F, C, G, D, A, E – von der höchsten zur tiefsten Saite. Die unteren drei Chöre haben jeweils einen Oktavabstand wie eine zwölfsaitige Gitarre, die oberen drei Chöre sind meist unisono gestimmt. Neben der akustischen Form gibt es auch flachere Instrumente mit elektrischer Verstärkung. 
Ein Trio aus Akkordeon, Bajo Sexto und Gesang bildet die klassische Form der Conjunto-Musik in Süd-Texas und Mexiko. Gelegentlich kommt das Bajo Sexto auch in der Rockmusik zum Einsatz, meist zusammen mit dem Akkordeon. 
Bekannte Bajo-Sexto-Spieler:
- Oscar Tellez (1945–2002) – u. a. für Ry Cooder, Flaco Jiménez, Texas Tornados, Peter Rowan
- Max Baca – u. a. für Rolling Stones, Michelle Shocked, Lila Downs, Texas Tornados, Los Super Seven